# Kophobelemnon hispidum
Kophobelemnon hispidum är en korallart som beskrevs av Nutting 1912. Kophobelemnon hispidum ingår i släktet Kophobelemnon och familjen Kophobelemnidae. Inga underarter finns listade i Catalogue of Life.